# Phare arrière de Blankenese
Le phare arrière de Blankenese (en allemand : Leuchtturm Oberfeuer Blankenese) est un phare actif situé en rive de l'Elbe, dans le quartier de Blankenese à Hambourg (Land de Hambourg), en Allemagne.
Il est géré par la WSV de Hambourg .

## Histoire
Le phare arrière de Blankenese , mis en service le 29 novembre 1984, est un feu directionnel fonctionnant conjointement avec le phare avant de Blankenese situé à plus de 1,34 km de lui. Il guide les navires dans cette partie de l'Elbe de plus de 8 km de long. La lanterne de 11 tonnes a été montée à l'aide d'une grue mobile. Un escalier intérieur mène à la lanterne. En raison de sa hauteur, le phare est muni de feux de signalisation pour le trafic aérien (Aircraft warning lights (en)). Il se trouve dans le Baurs Park (de) dans l'arrondissement d'Altona.

## Description
Le phare  est une tour cylindrique en béton armé de 40 m de haut, avec une galerie évasée et lanterne en acier. La tour est peinte en blanc avec deux bandes rouges et sa grosse lanterne est rouge. Son feu isophase émet, à une hauteur focale de 84 m, une lumière blanche de 2 secondes par période de 4 secondes. Sa portée est de 16 milles nautiques (environ 30 km).
Identifiant : ARLHS : FED-040 - Amirauté : B1568.71 .

## Caractéristiques dufeu maritime
Fréquence : 4 secondes (W)
- Lumière : 2 secondes
- Obscurité : 2 secondes

|                  |
| Le phare (avant) |

|                                                    |
| Le phare (arrière) (nouvelle construction de 2020) |

### Lien connexe
- Liste des phares en Allemagne